# 元朗区

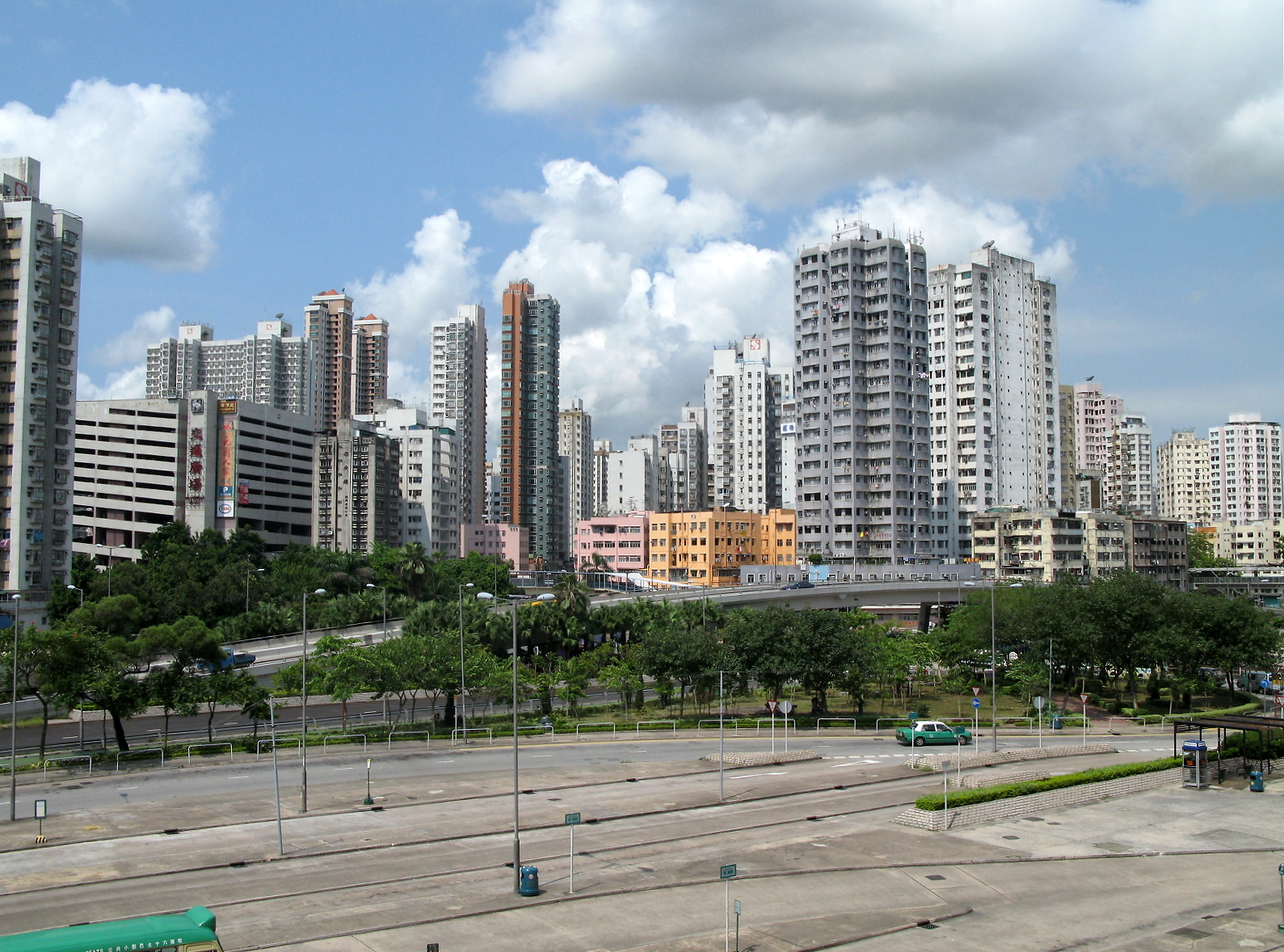
元朗中心部

元朗区（げんろうく、広東語読み：ユンロンキョイ）は、香港の18の行政区画のうちの1つであり、そのうち新界にある9の行政区の1つである。1981年に成立した。

## 地理

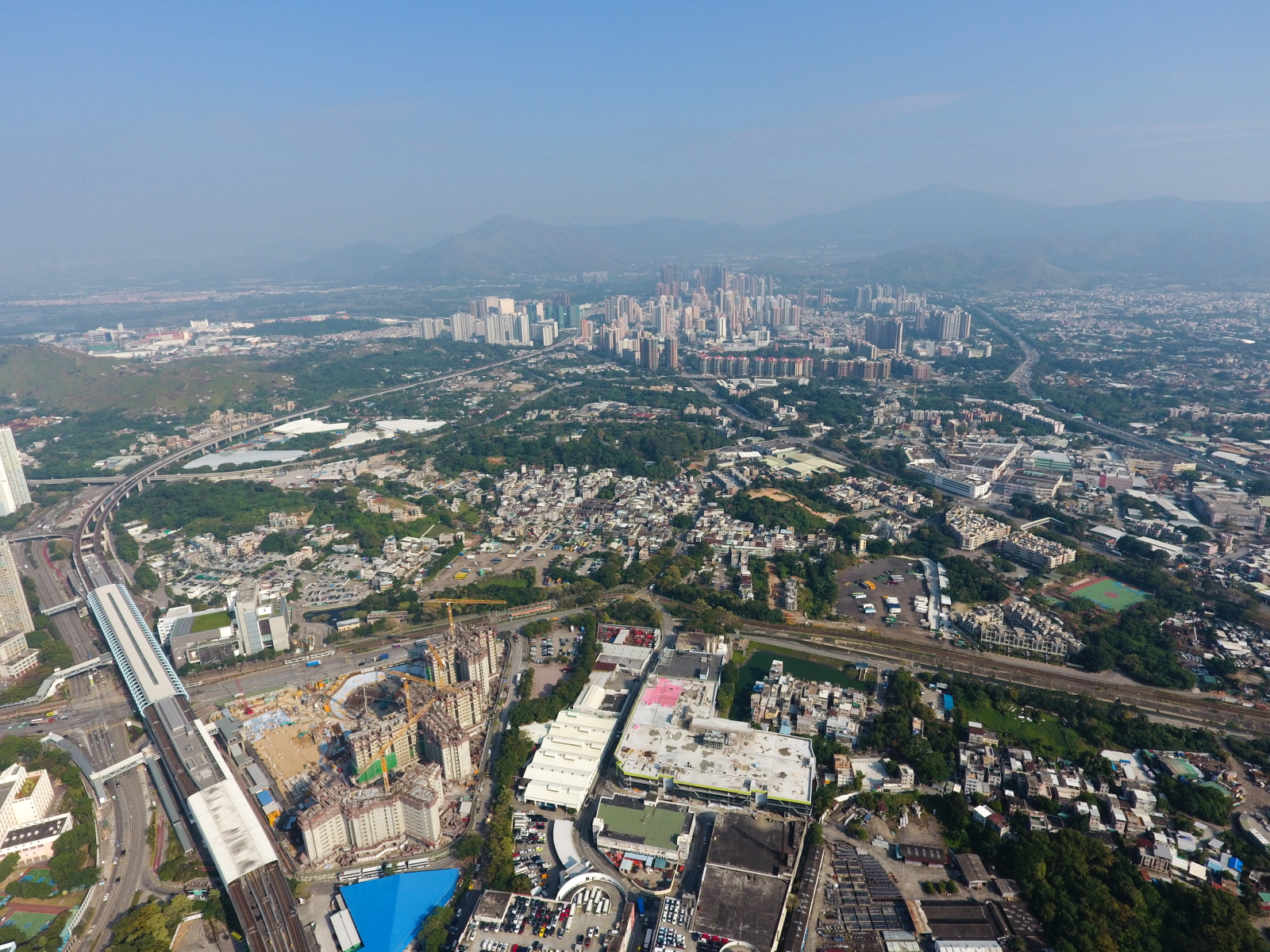
屏山（2016年）

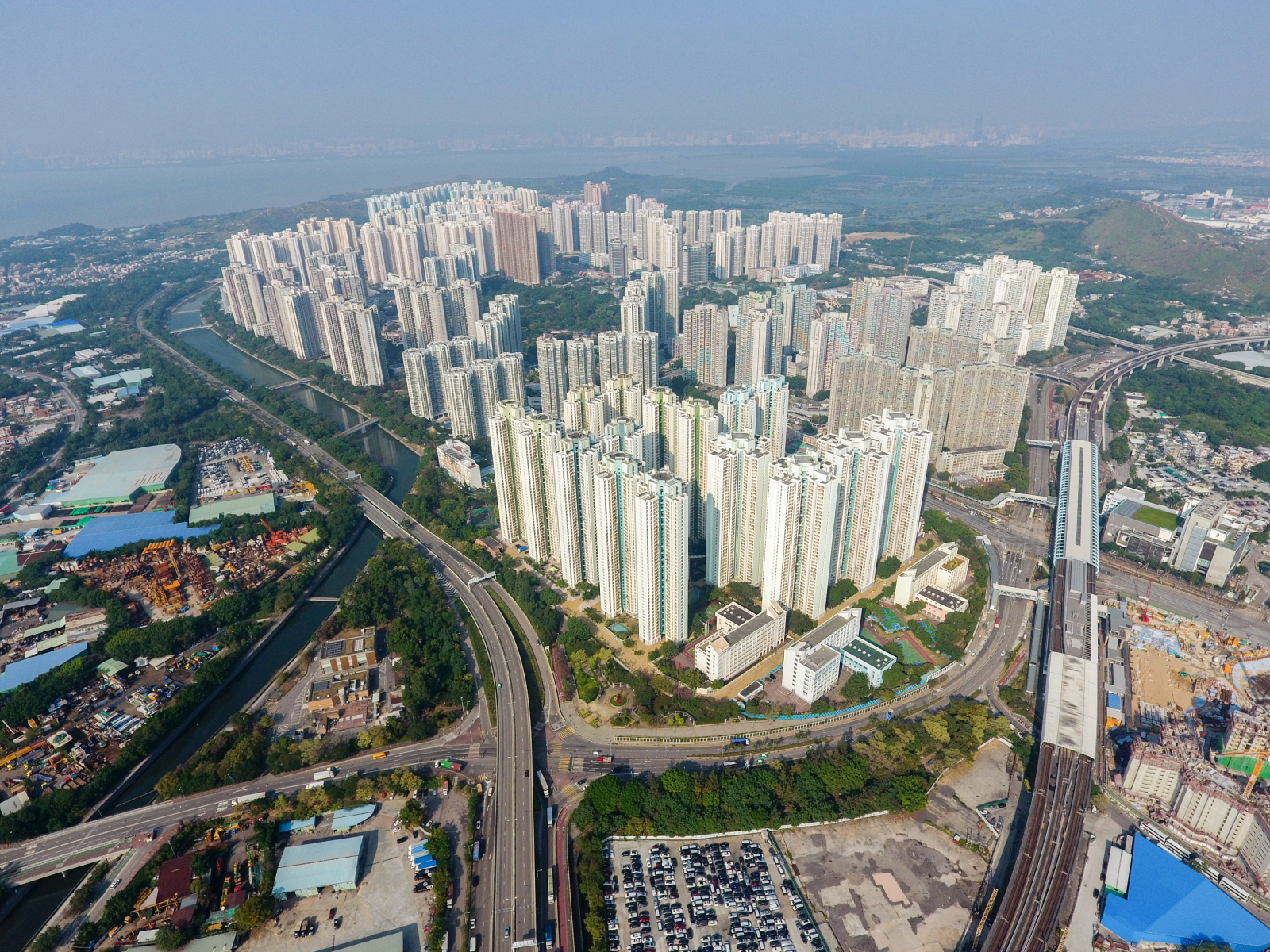
天水囲（2016年）

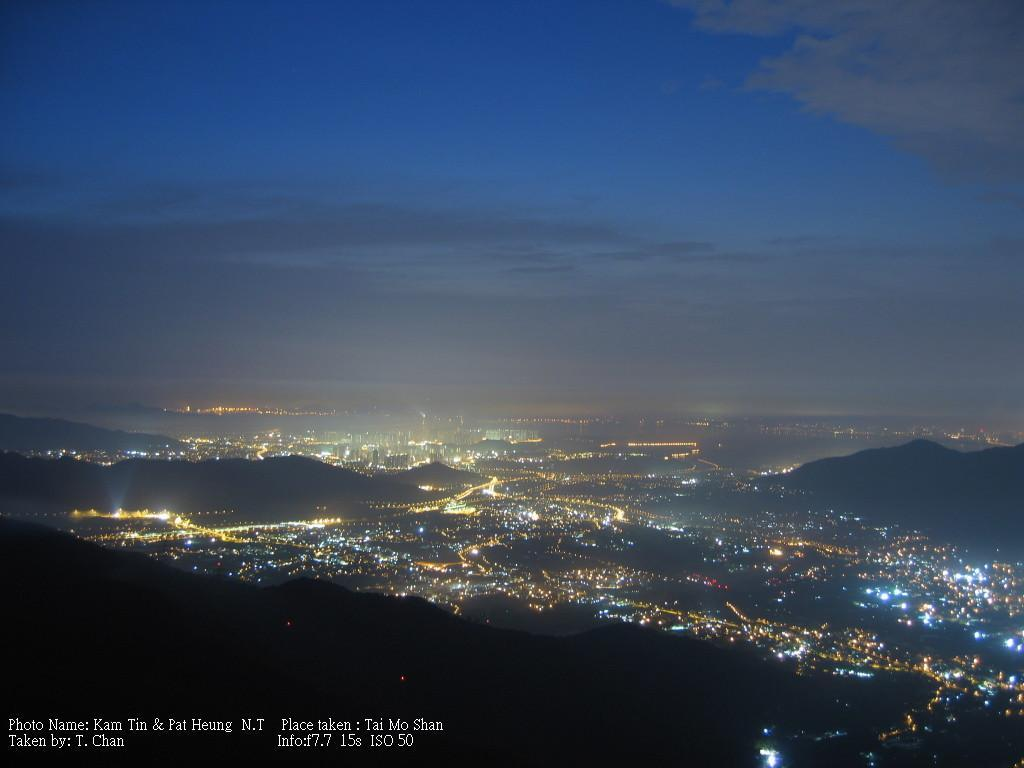
錦田と八郷の夜景 (2007年)

元朗区は、廈村郷（洪水橋、白泥、流浮山）、屏山郷（元朗市中心西部、横洲、天水囲、尖鼻咀）、十八郷（元朗市中心東部、凹頭、南生囲）、錦田郷、八郷（石崗）、新田郷（落馬洲、米埔）が合併して成立した。東端は洲頭で北区の馬草壟に接し、南端は洪水橋で屯門区の藍地に接する。
2015年の統計調査によると、人口は約58万人、面積は約138.56k㎡（九龍の3倍、香港島の1.8倍）である。香港では、離島区と大埔区に次いで大きい。
区内には香港で唯一の平野で沖積平野の元朗平野が存在し、唐や北宋の時代に形成したとされる。元朗平野は肥沃であり、かつて稲作が盛んで、「元朗絲苗」は1950年代に中国南部を代表する米といわれた。住民は沿岸部に住みつき、養殖業が盛んで、エビや淡水魚などが捕れた。
北側は深圳河を挟んで深圳に接しており、深圳河河口付近（米埔・落馬洲）の一帯は香港辺境禁区に指定されているため、区域内に入るためには香港警察に許可を申請する必要がある。落馬洲には、香港と深圳を結ぶ皇崗口岸が存在する。

## 行政

### 統計
近年元朗区は急速に発展しており、人口も急増している。住民の平均年齢は香港18区中最も低い。しかし、最近では少数民族や新しく香港に移住してきた人などが少なくなく、貧困率は16%（2015年）となっており、犯罪の多い地区といわれた油尖旺区にかわって、香港で最も犯罪率の高い区にもなっている。
以下は2011年のデータ。
| 人口動態 - 人口： 578,529人 (香港の7.8%) - 人口密度： 4178人/k㎡ - 15歳以下： 13.6% - 15 - 24歳： 14.7% - 25 - 44歳： 32.6% - 45 - 64歳： 29.6% - 65歳以上﹕ 9.6% - 平均年齢： 38.6歳 教育 - 20歳以上の未就学人口割合： 20.1% | 労働 - 労働人口： 299,496 - 労働人口率 - 男性： 68.9% - 女性： 52.2% - 合計： 59.9% - 平均月収： 10,000香港ドル 住宅 - 戸数： 190,285戸 - 世帯平均人数： 3.0人 - 家庭平均月収： 18,000香港ドル |

## 公共施設

### 娯楽施設
| 図書館 - 屏山天水囲公共図書館 - 元朗公共図書館 - 天水囲北公共図書館 劇場 - 元朗劇院 コミュニティセンター・集会所 - 聿修堂 - 元朗大会堂 - 天耀社区中心 - 天瑞社区中心 - 天晴社区会堂 | 体育館 - 鳳琴街体育館 - 朗屏体育館 - 天水囲体育館 - 天瑞体育館 - 屏山天水囲体育館 - 天暉路体育館 スカッシュ場 - 元朗羅弼時爵士スカッシュ場 - 大橋街市スカッシュ場 - 元朗賽馬会スカッシュ場 | 公園 - 元朗公園 - 天水囲公園 - 文天祥紀念公園 - 香港湿地公園 - 落馬洲花園 草地球場 - 元朗大球場 - 天水囲運動場 - 天業路公園 公共プール - 元朗遊泳池 - 天水囲遊泳池 - 屏山天水囲遊泳池 |

### 国境施設
- 落馬洲口岸
- 落馬洲支線口岸
- 深圳湾口岸

## 教育

### 中学校
- 天主教崇徳英文書院（中国語版）
- 基督教香港信義会元朗信義中学（中国語版）
- 天主教培聖中学（中国語版）
- 円玄学院妙法寺内明陳呂重徳紀念中学（中国語版）
- 裘錦秋中学（元朗）（中国語版）
- 可道中学（嗇色園主弁）（中国語版）
- 天水囲官立中学（中国語版）
- 香港中文大学校友会聯会張煊昌中学（中国語版）
- 香港管理専業協会羅桂祥中学（中国語版）
- 東華三院郭一葦中学（中国語版）
- 伊利沙伯中学旧生会中学（中国語版）
- 十八郷郷事委員会公益社中学（中国語版）
- 仏教茂峰法師紀念中学（中国語版）
- 賽馬会萬鈞毅智書院（中国語版）
- 元朗公立中学校友会鄧兆棠中学（中国語版）
- 順徳聯誼総会翁祐中学（中国語版）
- 天水囲循道衛理中学（中国語版）
- 中華基督教会方潤華中学（中国語版）
- 伊利沙伯中学旧生会湯国華中学（中国語版）
- 元朗公立中学（中国語版）
- 新界郷議局元朗区学校
- 路徳会西門英才中学（中国語版）
- 元朗商会中学（中国語版）
- 趙聿修紀念中学（中国語版）
- 東華三院盧幹庭紀念中学（中国語版）
- 博愛医院鄧佩瓊紀念中学（中国語版）
- 明愛元朗陳震夏中学
- 元朗天主教中学（中国語版）
- 伯特利中学（中国語版）
- 中華基督教会基元中学（中国語版）
- 中華基督教会基朗中学（中国語版）
- 聖公会白約翰会督中学（中国語版）
- 東華三院馬振玉紀念中学（中国語版）
- 金巴崙長老会耀道中学（中国語版）
- 萬鈞伯裘書院（中国語版）
- 中華基督教青年会中学（中国語版）
- 天水囲香島中学（中国語版）
- 香港青年協会李兆基書院（中国語版）
- 基督教香港信義会宏信書院（中国語版）

### 小学校
- 東華三院姚達之紀念小学（元朗）（中国語版）
- 元朗宝覚小学
- 元朗公立中学校友会鄧英業小学（中国語版）
- 伊利沙伯中学旧生会小学（中国語版）
- 伊利沙伯中学旧生会小学分校（中国語版）
- 嗇色園主弁可銘学校
- 楽善堂梁銶琚学校
- 楽善堂梁銶琚学校（分校）
- 香港潮陽小学（中国語版）
- 潮陽百欣小学（中国語版）
- 天水囲天主教小学（中国語版）
- 天水囲官立小学（中国語版）
- 東華三院李東海小学
- 獅子会何徳心小学
- 天水囲循道衛理小学（中国語版）
- 香港青年協会李兆基小学（中国語版）
- 金巴崙長老会耀道小学
- 中華基督教青年会小学（中国語版）
- 順徳聯誼総会伍冕端小学
- 宣道会葉紹蔭紀念小学
- 香港普通話研習社科技創意小学
- 聖公会天水囲霊愛小学（中国語版）
- 香港学生輔助会小学
- 十八郷郷事委員会公益社小学
- 中華基督教会方潤華小学（中国語版）
- 南元朗官立小学
- 聖公会霊愛小学（中国語版）
- 元朗商会小学（中国語版）
- 光明学校（中国語版）
- 元朗朗屏邨東莞学校
- 元朗朗屏邨恵州学校
- 博愛医院歴届総理聯誼会梁省徳学校
- 元朗公立中学校友会小学（中国語版）
- 仏教陳栄根紀念学校（中国語版）
- 中華基督教会元朗真光小学（中国語版）
- 元朗官立小学（中国語版）
- 鐘声学校（中国語版）
- 惇裕学校（中国語版）
- 通徳学校（中国語版）
- 錦田公立蒙養学校
- 聖公会聖約瑟小学
- 光明英来学校
- 港澳信義会黄陳淑英紀念学校
- 仏教栄茵学校（中国語版）
- 基督教宣道会徐澤林紀念小学
- 八郷中心小学
- 激活英文小学（中国語版）
- 和富慈善基金李宗徳小学
- 基督教香港信義会宏信書院（中国語版）
- 基督教香港信義会啓信学校（中国語版）

### 特別支援学校
- 道慈仏社楊日霖紀念学校（広東語版）
- 匡智元朗晨曦学校（広東語版）
- 匡智元朗晨楽学校（広東語版）
- 明愛楽勤学校（広東語版）
- 保良局羅氏信託学校（中国語版）

## 交通

### 鉄道
- MTR 屯馬線
  - 天水囲駅* - 朗屏駅 - 元朗駅* - 錦上路駅（* 軽鉄乗換駅）
- MTR 東鉄線（落馬洲支線）
  - 落馬洲駅
- 軽鉄

香港郊外の新界西部に位置する屯門区と元朗区を結ぶ港鉄 (MTR) の路面電車 (ライトレール)
- 　屯門埠頭ターミナル駅－元朗ターミナル駅 (乗り換え、屯馬線元朗 / 兆康駅)
- 　屯門埠頭ターミナル駅－元朗ターミナル駅 (乗り換え、屯馬線元朗 / 兆康駅)
- 　屯門埠頭ターミナル駅－元朗ターミナル駅 (乗り換え、屯馬線元朗 / 兆康駅)
- 　天逸－元朗ターミナル駅 (乗り換え、屯馬線元朗駅)
- 　天水囲環状線（天慈→天逸→天耀経由） (乗り換え、屯馬線天水囲駅)
- 　天水囲環状線（天耀→天逸→天慈経由） (乗り換え、屯馬線天水囲駅)
- 　天逸－友愛 (乗り換え、屯馬線天水囲 / 兆康 / 屯門駅)

### 計画
- MTR
  - 東西線: 天水囲駅 - 洪水橋駅
  - 北環線: 錦上路駅

### 道路
幹線道路
- ：大欖トンネル（中国語版）、青朗公路（中国語版）
- ：粉嶺公路（中国語版）、新田公路（中国語版）、元朗公路（中国語版）
- ：港深西部公路（中国語版）、深圳湾公路大橋（中国語版）

市区道路
- 青山公路（中国語版） (洪水橋（中国語版）段から洲頭（中国語版）段の一部)
- 鳳翔路（中国語版）
- 鳳麒路
- 鳳攸南街
- 元龍街（中国語版）
- 鳳攸東街
- 馬田路
- 鳳攸北街（中国語版）
- 牡丹街
- 紅棉囲
- 教育路（中国語版）
- 元朗体育路（中国語版）
- 十八郷路（中国語版）
- 元朗安楽路
- 朗天路（中国語版）
- 天慈路（中国語版）
- 湿地公園路（中国語版）
- 天影路（中国語版）
- 天華路（中国語版）
- 天福路（中国語版）
- 洪天路（中国語版）
- 錦綉大道
- 大棠路（中国語版）

郊区道路
- 荃錦公路（中国語版）
- 流浮山道
- 深湾路
- 大棠山路
- 錦上路（中国語版）
- 錦泰路
- 錦壆路（中国語版）
- 白沙山路
- 粉錦公路（中国語版）
- 林錦公路（中国語版）
- 僑興路
- 公庵路
- 壆囲西路